# Антон Кліман
Антон Кліман (хорв. Anton Kliman; нар. 9 червня 1967, Воднян) — підприємець, депутат парламенту від ХДС, міністр туризму Хорватії у правоцентристському уряді Тихомира Орешковича.

## Біографічна довідка
1986 року закінчив середню школу у Пулі. У 2005 закінчив економічний факультет Загребського університету. Був учасником бойових дій у  війні Хорватії за незалежність.
Співголова ХДС Істрійської жупанії. Голова Хорватського католицького зібрання «Ми». 
Найбільший спонсор виборчої кампанії ХДС з Істрії. Особисто пожертвував 2 000 кун, а його фірма Barbariga nova d.o.o., яка у Водняні займається ресторанно-готельним бізнесом, ще 10 000 кун. 
Одружений, батько трьох дітей. Крім хорватської, говорить також англійською та італійською мовою.